# 美濱大橋
美濱大橋（日语：／）是日本千葉縣千葉市美濱區的一座公路桥梁，承载千葉県道15号千葉船橋海浜線（海濱大道）跨过花見川河口，全长177米，宽17.5米，1985年9月竣工。